# Pasto
Pasto is een stad en gemeente in het zuidwesten van Colombia en is de hoofdplaats van het departement Nariño. De stad ligt in de koude, maar vruchtbare Atrizvallei (een hoogvlakte), aan de voet van de Galerasvulkaan, op een hoogte van 2527 meter boven zeeniveau.
De stad telde 382.618 inwoners bij de volkstelling van 2005.

## Geschiedenis
In 1537 stichtte de Spaanse conquistador Sebastián de Belalcázar de nederzetting in een gebied dat toen werd bewoond door Pastos-indianen, nabij Guacanquer. Twee jaar later verplaatste conquistador Lorenzo de Aldana de plaats naar de huidige locatie onder de naam "San Juan de Pasto".
Tijdens de Patria Boba (1810-1816) was het de enige Colombiaanse stad die loyaal bleef aan het Spaanse koningshuis. Na de onafhankelijkheid bleef de stad mogelijk mede daardoor (en door haar afgelegen ligging) lange tijd vrij geïsoleerd van de rest van het land. Dit resulteerde in een meer traditionalistische houding en culturele zelfbenadering onder de bevolking.

## Economie en vervoer
Pasto vormt het centrum van een landbouwregio die zich heeft gespecialiseerd in melkproducten. In de stad worden veel meubels gemaakt, alsook vele handwerken uit hout (houtsnijwerk), vernis (Barniz de Pasto), leer en wol. Verder vormt Pasto een belangrijk koopcentrum met vele moderne winkelcentra, die ook door koopkrachtigen uit Ecuador worden bezocht.
De stad ligt aan de Pan-Amerikaanse Snelweg en heeft wegverbindingen met onder andere Cali, Ipiales, Mocoa, Popayan en Tumaco. Ten noorden van de stad ligt bij Chachagui de luchthaven Antonio Nariño.

## Cultuur
De stad staat bekend om haar jaarlijkse festival Carnaval de Negros y Blancos (2-6 januari), waar op praalwagens tradities, legendes en handwerken tentoon worden gespreid, vaak met verwijzingen naar hedendaagse Colombiaanse politieke gebeurtenissen. De hele stad gaat dan los met deelnemers die hun gezichten met zwarte verf beschilderen en met talkpoeder en meel naar omstanders gooien.
De stad staat bekend als het theologisch centrum van Colombia en telt dan ook vele kerken en kathedralen, waaronder de Cristo Rey, San Felipe Neri, San Juan Bautista, Santiago en Santuario Eucarístico Maridiaz.

## Sport
De belangrijkste voetbalclub van de stad is Deportivo Pasto, die het Estadio Libertad (35.530 personen) als thuisbasis heeft.

## Geboren
- Luis Fernando López (1979), atleet
- Juan Narváez (1995), voetballer